# Корпорация «Бросайте курить»
Корпорация «Бросайте курить» (англ. Quitters, Inc.) — рассказ американского писателя Стивена Кинга, впервые опубликованный в 1978 году в составе сборника «Ночная смена».

## Сюжет
Заядлый курильщик Ричард (Дик) Моррисон случайно встречает Джеймса (Джимми) Маккэнна, своего старого соседа по комнате в колледже и сотрудника рекламного агентства. Маккэнн, который тоже был заядлым курильщиком, рекомендует корпорацию «Бросайте курить», благодаря которой он избавился от этой вредной привычки. Со слов Маккэнна, бросают курить 98% клиентов компании, но раскрывать их методы он не имеет права. Перед уходом Маккэнн дает Моррисону её визитную карточку.
Месяц спустя Моррисон решает ради интереса зайти в «Бросайте курить», где его знакомят с Виктором Донатти, который будет его консультантом по вопросам отказа от курения.  Моррисону по-прежнему не по себе, тем более что Донатти задаёт много вопросов о его семье, не раскрывая используемых методов.
На следующий день Донатти заявляет Моррисону, что они выяснили всю нужную информацию о его семье, и хотя он заверяет Моррисона, что «Бросайте курить» хранит личную информацию клиентов в строжайшем секрете, Моррисону испытывает отвращение и шок. Затем Донатти демонстрирует Моррисону свой метод: кролика бьют электрическим током всякий раз, как он начинает есть. «Если бить его током, когда он ест, животное быстро свяжет эти ощущения: еда — боль. Тряхнуть его током еще несколько раз — кролик умрет от голода перед миской с едой.» Донатти рассказывает историю корпорации «Бросайте курить» — она была основана боссом мафиозной «семьи», который при жизни был заядлым курильщиком и незадолго до смерти от рака лёгких понял, что должен помочь другим людям бросить курить.
За Моррисоном будут следить. Если он закурит, его жену привезут и на его глазах будут бить током. Во второй раз током бить его самого, в третий — их обоих, в четвёртый раз изобьют его сына-школьника, в пятый раз будут бить током Моррисона с женой, сына изобьют во второй раз, а жену в первый. В следующие три раза сила тока будет нарастать, а избиения становиться ужаснее. Тех, кто закурил в десятый раз, убивают.
В первый месяц слежка будет круглосуточной, в следующие два месяца по 18 часов в день, в четвёртый месяц, когда часто случаются рецидивы, она опять станет круглосуточной, потом до конца года за Моррисоном будут следить 12 часов в день, после этого слежка время от времени будет возобновляться до конца его жизни.
Напоследок Донатти говорит, что Моррисону не следует слишком беспокоиться о пытках, поскольку 40% клиентов «Бросайте курить» вообще никогда не нарушают соглашение, и только 10% допускают три нарушения. 
Проходят месяцы, но Моррисон верен своему решению бросить курить даже в те моменты, когда он чрезмерно напивался на вечеринках. Он постепенно избавляется от физического мандража, связанного с отказом от курения, но психологическая тяга к сигаретам остаётся и однажды во время автомобильной пробки Моррисон не выдерживает, достаёт из-за бардачке старую пачку сигарет и закуривает, но гасит сигарету после трёх затяжек. После того, как автомобильная пробка рассосалось, Моррисон приезжает домой и вскоре ему звонит Донатти, сообщающий, что Синди у них. Моррисон приезжает в «Бросайте курить», где вынужден наблюдать, как Синди бьют током в «кроличьей комнате». После этого Моррисон разговаривает с Синди наедине, она прощает мужа.
Спустя несколько месяцев Моррисон окончательно бросил курить, но при этом набрал лишний вес, и Донатти вручает ему несколько запрещённых таблеток для похудения с предупреждением, что если Моррисон не похудеет, у Синди будет отрезан мизинец на правой руке. Моррисон усиленно тренируется и в итоге добивается своей цели. Рассказ заканчивается, когда Ричард с Синди идёт в театр, где встречает Маккэнна и его жену, у которой на правой руке отсутствует мизинец.

## История переводов на русский язык
- Кинг С. Корпорация «Бросайте курить» // Ровесник. — 1984. — № 12. (Перевод Л. В. Володарского)
- Кинг С. Корпорация «Бросайте курить» // Похоронная компания. — Барнаул: Алтай, 1993. — 480 с. — 20 000 экз. — ISBN 5-87798-008-4. (Перевод Л. В. Володарского)
- Кинг С. Корпорация «Бросайте курить» // Ночная смена. — М.: АСТ, 2005. — 352 с. — (Мировая классика). — 3000 экз. — ISBN 5-17-030064-6. (Перевод Л. В. Володарского)

## Адаптации
- Рассказ был экранизирован в фильме «Кошачий глаз», вышедшего в 1985 году. В этом фильме объединены 3 произведения Кинга —  рассказ «Карниз» (англ. The Ledge) из того же сборника «Ночная смена» и повесть «Генерал» (англ. The General), написанная специально для фильма.
- В 1993 году Людмилой и Юлианом Паничами был поставлен радиоспектакль «Средство от курения», в основе которого лежал данный рассказ. Роли исполнили Иннокентий Смоктуновский (Моррисон), Татьяна Догилева (Синди Моррисон), Зиновий Гердт (Донатти) и другие.
- В 2007 году в Болливуде вышел фильм «Не курить[англ.]» индийского режиссёра Анурага Кашьяпа, основанный на сюжете рассказа Кинга.
- Существует аудиоверсия данного рассказа (читает Эммануил Виторган).